# Região Oceânica de Niterói

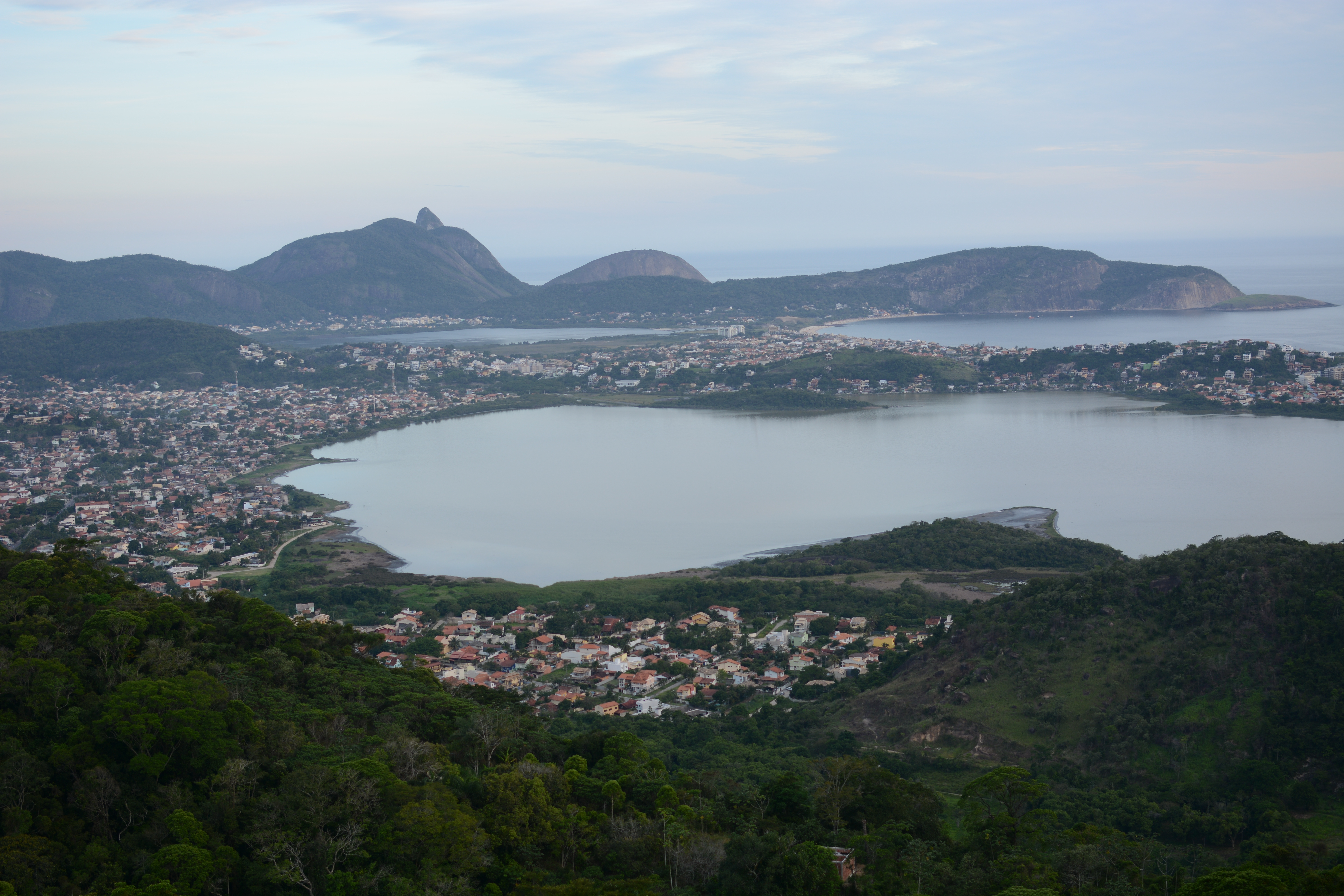
A Região Oceânica vista do alto do Parque da Cidade de Niterói.

Região Oceânica é uma região administrativa do município de Niterói, no estado do Rio de Janeiro, no Brasil. É composta pelos bairros de Cafubá, Camboinhas, Engenho do Mato, Itacoatiara, Itaipu, Jacaré, Maravista, Piratininga, Jardim Imbuí (Tibau), Santo Antônio, Bairro Peixoto e Maralegre. 

## Dados socioeconômicos
É uma região habitada por pessoas de diversas classes sociais (classes alta, média e baixa), que moram em regiões segregadas: os mais ricos moram nos bairros de Itacoatiara, Piratininga e Camboinhas, e os mais pobres moram nos morros da região.

## Geografia
Possui áreas de Mata Atlântica ainda preservadas, como o Parque da Cidade de Niterói, a Reserva Darcy Ribeiro e a Serra da Tiririca. Possui duas lagoas de água salgada: a de Piratininga e a de Itaipu. A primeira se liga à segunda por meio do Canal do Camboatá, aberto pelo Departamento Nacional de Obras de Saneamento em 1946. A Lagoa de Itaipu, por sua vez, se liga ao mar através do Canal de Itaipu, que foi construído em 1979 pela construtora Veplan para permitir a entrada de barcos de passeio na lagoa. Em abril de 2008, foi aberto um canal ligando a Lagoa de Piratininga ao mar.
O litoral, por se encontrar em mar aberto, possui águas agitadas, propícias para o surfe. Em Itacoatiara, que é a praia de águas mais agitadas da região, são disputadas competições de surfe.
A única praia que apresenta águas tranquilas é a de Itaipu, por se situar em uma enseada. A Praia do Sossego, entre Piratininga e Camboinhas, só é alcançada através de trilha ou de barco, jet ski ou outro instrumento de locomoção marinha. Por apresentar vegetação típica de restinga, a Praia do Sossego é considerada um monumento natural.